# Flensborg Avis
Flensborg Avis er en primært dansk- men også tildels tysksproget avis, der udgives i Sydslesvig, og har hjemsted i Flensborg. Målgruppen er det danske mindretal syd for grænsen samt sydslesvigere bosat i Danmark og danske statsborgere med interesse for grænselandet, herunder især medlemmer af Grænseforeningen.
Avisen udkommer seks gange om ugen med et gennemsnitligt kontrolleret oplagstal på omtrent 5.800. Om torsdagen udkommer avisen i et oplag på op til 15.000, da alle husstande med medlemmer af Sydslesvigsk Forening denne dag får tilsendt en udgave for deres kontingent. Udover hovedsædet på Witteneberg Weg 19 i Flensborgs vestlige udkant, har mediehuset dagligt bemandede lokalredaktioner i Flensborgs centrum samt i Slesvig by. Flensborg Avis er den eneste danske avis i Tyskland. Mediehuset tilbyder også sit indhold på hjemmesiden fla.de, på Facebook samt via tv-indslag både til egne og andre danske mediers platforme. Flensborg Avis driver desuden to nichekanaler online for børn på zejtung.de og for den lokale sport på fl-arena.de. Begge portaler er ligeledes på Facebook og har sammen med avisens hovedkanal på Facebook tilsammenover 12.000 likes (juni 2018).
Flensborg Avis producerer mandag til fredag et dansksproget indslag af to minutters varighed til den private tyske radiostation Radio Schleswig-Holstein.
Avisen modtager hvert år ca. 25 mio. kr. i driftstilskud fra den danske stat. Pengene kanaliseres via Kulturministeriet, og evt. opskrivinger eller fremskrivninger bevilges af Folketingets Sydslesvigudvalg.

## Historie
Flensborg Avis er Sønderjyllands ældste fortsat udkommende dagblad. Den 1. januar 1869 prøvede bogtrykker C.K. Thillerup at udgive et lille blad på tysk men i dansk ånd: Flensburger Anzeiger. Bladet havde dog ingen rigtig livskraft. Skolebestyrer Chr. F. Monrad og Gustav Johannsen overtog sammen med fabrikant A.G. Freudenreich og bogtrykker C.K. Thillerup bladet og lod det udgive på dansk under navnet Flensborg Avis. Dette skete den første oktober 1869 med Gustav Johansen som udgiver. Den første redaktør var fhv. Løjtnant C.A. Willemoes (brodersøn til søhelten Peter Willemoes) og nævnes som redaktør indtil 17/1-1870, hvorefter Gustav Johannsen selv overtog redaktørposten. Men han fik meget travlt med at passe både boghandel og redaktion på en gang. Desuden truede det med den krig der den 19/7-1870 udbrød mellem Frankrig og Tyskland, og for ikke at provokere ved at have en kampskikkelse i spidsen trådte Johansen tilbage og bad Karl Emil August Vennervald komme og overtage redaktørposten.
Denne post modtager Vennervald som allerede på et tidligere tidspunkt har sikret sig imod at blive taget til tysk soldat. Den 31/3-1870 havde Vennervald skrevet til den kongelige Landraad Krupka i Flensborg med forespørgsel om at blive slettet af rullen i Flensborg. Den 8/4-1870 fik Vennervald besked om, at han allerede i 1869 var blevet slettet af rullen, så der var ingen risiko og Vennervald rejste derfor med familie til Flensborg. Hvornår redaktørstillingen blev overdraget er uklart men Vennervald nævnes i bladet fra 18/7 til 1/8-1870, og igen fra 15/10-1870. En pressesag i 1873 sendte Vennervald i fængsel i Berlin i 2 måneder for fornærmelser mod Wilhelm I, kongen af Preussen. Gustav Johansen deltog dybere og dybere med det politiske arbejde og han opgav sin boghandel og helligede sig Flensborg Avis noget mere. Der tales om at Vennervald og Johansen simpelthen byttede arbejder og boliger. Gustav Johansen overtog fra 1. januar 1874 og indtil 1883 posten som chefredaktør. Vennervald blev boghandler igen, gik konkurs 1879, boykottet fra tysk side. Senere i 1894 stiftede Vennervald "Dansk Arbejder Loge" i København og som i 1964 tog navneændring til Dansk Broder Orden.
Gustav Johansen holdt avisen på en moderat linje, men efter at den mere stridbare Jens Jessen overtog redaktørstolen blev linjen mere radikal, hvilket Jens Jessen også måtte betale for med sammenlagt ca. 4 års fængsel i sin redaktørtid. Da Jens Jessen døde i 1906 overtog Ernst Christiansen hvervet, som han fastholdt ind til 1940, da han af de nazistiske myndigheder fik pålagt skriveforbud.
Avisen kom i alvorlige økonomiske vanskeligheder i forbindelse med genforeningen i 1920 bl.a. fordi den havde størstedelen af sine abonnenter nord for den nye grænse. Den blev reddet dels ved hjælp af tilskud fra den danske stat og dels ved støtte fra skibsreder A.P. Møller. I 1930 blev avisen, som indtil da havde været ejet af Jens Jessens enke, omdannet til et aktieselskab.
Flensborg Avis fik – som den eneste ikke- tysksprogede avis i Tyskland – lov til at udkomme under hele 2. Verdenskrig. Den var dog underkastet censur og måtte i den sidste del af krigen indskrænke sidetallet kraftigt på grund af papirmangel.
Efter Nazitysklands sammenbrud i 1945 argumenterede Flensborg Avis stærkt for Sydslesvigs genforening med Danmark. Efter 1946 har avisen været en stærk støtte for det danske mindretals parti Sydslesvigsk Vælgerforening (SSW). Berlin-korrespondenten Jacob Kronika var chefredaktør i perioden 1960 til 1963. Fra 1963 til 1985 var Karl Otto Meyer chefredaktør for Flensborg Avis, og i perioden 1960-1975 samtidig formand for SSW og fra 1971-1996 også SSW's repræsentant i landdagen i Kiel.
1974 fusionerede Flensborg Avis med den dansksindede, men tysksprogede avis Südschleswigsche Heimat-Zeitung. Fra 1986 er Flensborg Avis udkommet som enhedsavis med nogle tysksprogede sider.

## Chefredaktører på Flensborg Avis
- 1869 – 1870	Carlo Adalbert Willemoës
- 1870 – 1870	Gustav Johannsen
- 1870 – 1873	Karl Emil August Vennervald (Carl Emil August Vennerwald / Wennerwald)
- 1874 – 1882	Gustav Johannsen
- 1882 – 1906	Jens Jessen
- 1906 – 1940	Ernst Christiansen
- 1940 – 1960	L.P. Christensen
- 1960 – 1963	Jacob Kronika
- 1963 – 1985	Karl Otto Meyer
- 1983 – 1986	Rudolf Mach
- 1986 – 1990	Paul Weede
- 1991 – 2013	Bjarne Lønborg
- 2013 – 2023	Jørgen Møllekær [2] [3]
- 2023- Søren Munch